# رینالدو دا سیلوا
رینالدو دا سیلوا (به پرتغالی: Reinaldo José Zacarias da Silva) هافبک اهل برزیل است که در شهر سائوپائولو و در تاریخ ۲۵ مهٔ ۱۹۸۴ به دنیا آمده‌است.
رینالدو دا سیلوا در تیم‌های فوتبال باشگاه فوتبال سیه‌نا سابقهٔ حضور دارد.